# Rusalka (Dargomizhski)
Rusalka (en ruso, Русалка, Rusálka) es una ópera en cuatro actos, seis escenas, con música de Aleksandr Dargomyzhski y libreto en ruso adaptado por el compositor a partir del poema dramático incompleto de Pushkin. Se estrenó el 4 de mayo (antigua datación) de 1856 en el Teatro Mariinski, San Petersburgo.
Aunque gran parte de la Rusalka de Dargomyzhski es bastante convencional en la forma y estilo musical, su innovación singular para la historia de la música rusa en particular es la aplicación de "recitativo melódico" en ciertos puntos del drama. Este tipo de recitativo está formado por sonidos líricos que cambian continuamente según la situación dramática, con un acompañamiento de la orquesta igualmente variado. Dargomyzhski iba a aplicar esta técnica de composición vocal en una escala pequeña en sus canciones y a gran escala en su última ópera, El convidado de piedra.
Esta ópera rara vez se representa en la actualidad; en las estadísticas de Operabase aparece con sólo 3 representaciones en el período 2005-2010, siendo la primera de Dargomizhski.

## Personajes
| Personaje                                                                | Tesitura     | Reparto del estreno 4 de mayo de 1856 (antigua datación) (Director: Konstantín Lyádov) |
| ------------------------------------------------------------------------ | ------------ | -------------------------------------------------------------------------------------- |
| El príncipe                                                              | tenor        | Piotr Bulajov                                                                          |
| La princesa                                                              | mezzosoprano | Daria Leónova                                                                          |
| El molinero                                                              | bajo         | Ósip Petrov                                                                            |
| Natasha, su hija, más tarde una Rusalka                                  | soprano      | Anisia Bulajova                                                                        |
| Olga, una huérfana, dedicada a la príncesa                               | soprano      | Emiliya Liléyeva                                                                       |
| Un casamentero                                                           | barítono     | Piotr Gumbin                                                                           |
| Pequeña Rusalka, 12 años de edad                                         | no cantado   |                                                                                        |
| Coro: Boyardos, boyárinas, cazadores, campesinos y campesinas, y rusalki |              |                                                                                        |

## Argumento
La acción tiene lugar en el río Dniéper
La trama habla de una doncella que, después de ser plantada por un príncipe, se ahoga (de ahí la designación "rusalka," o "doncella ahogada").  El último acto de la ópera, que presenta un ballet, y es algo bastante inusual pues una rusalka de 12 años recita sus versos sobre la música.

## Obras relacionadas
Otras óperas en las que hay personajes de rusalki son Noche de mayo de Rimski-Kórsakov y Rusalka de Dvořák .